# ۶۰۰۰ (عدد)
۶۰۰۰ (عدد)یک عدد طبیعی است که بعد از ۵۹۹۹ و قبل از ۶۰۰۱ قرار دارد.